# Jörg Kaufmann

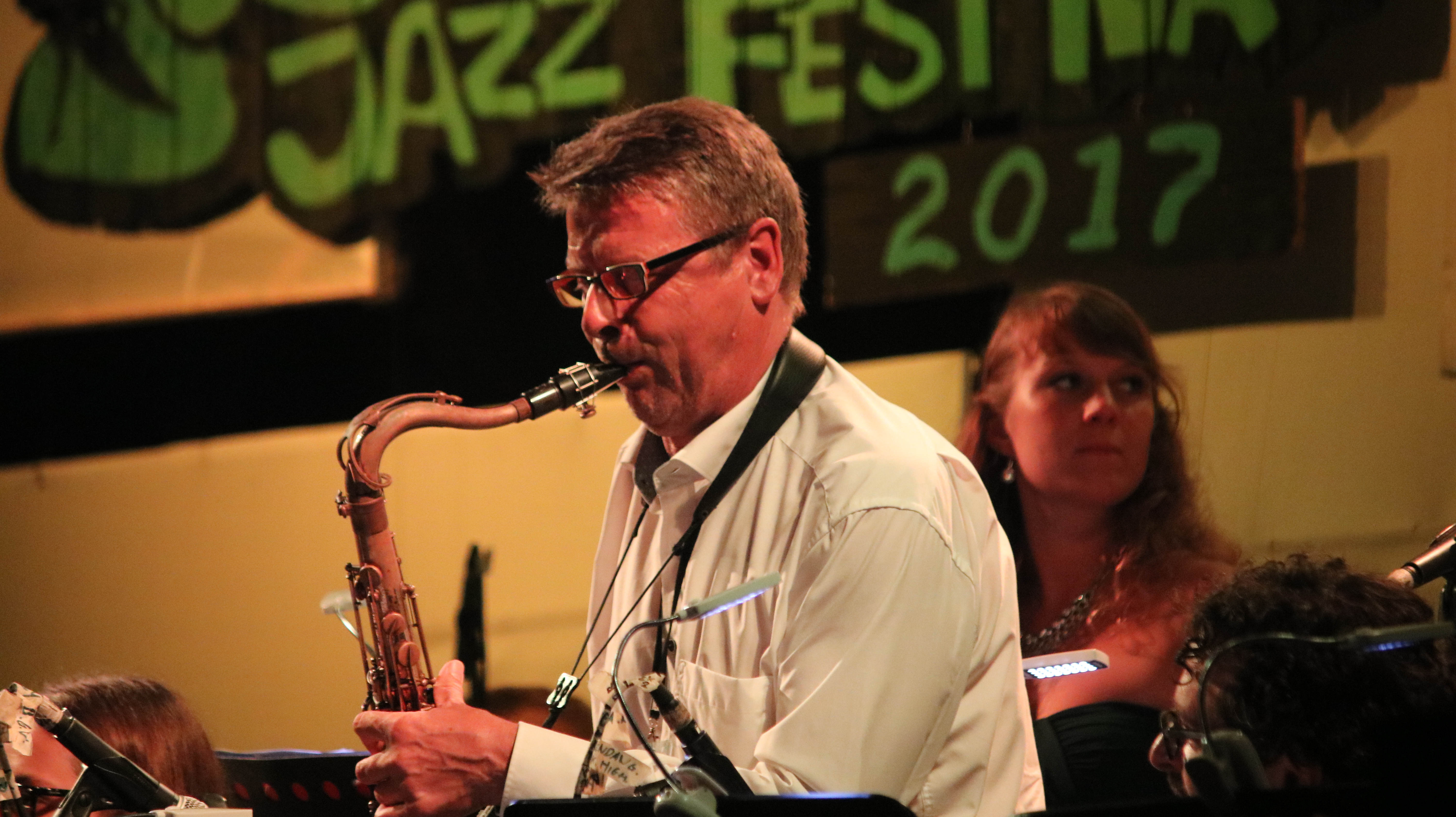
Jörg Kaufmann 2017

Jörg Kaufmann (* 6. Januar 1960 in Saarlouis) ist ein deutscher Jazzmusiker (Tenor-, Sopransaxophon, Flöte, Komposition).

## Leben und Wirken
Kaufmann studierte von 1980 bis 1983 Schulmusik (Hauptfach Flöte) und Germanistik an der Universität des Saarlandes, unter anderem bei Theo Brandmüller und Clemens Kremer. Von 1983 bis 1990 folgte ein Jazzstudium (Saxophon und Flöte) in Köln bei Jiggs Whigham, Axel Jungbluth, James Towsey und Wolfgang Engstfeld.
Kaufmann war dann Mitglied der Bigband von Thilo Berg und auf Deutschland- und Europatourneen mit Alphonse Mouzon, Bob Mintzer, Slide Hampton, Frank Nimsgern, Christoph Spendel, Pete York, Barbara Morrison, Danny Gottlieb und Bobby Shew. Er gründete eine eigene Band und komponierte für Ludwig Hirsch. Zwischen 2000 und 2008 war er Mitglied der SWR Big Band in Stuttgart, für die er auch arrangierte. Er spielte regelmäßig mit Barbara Dennerlein und lehrte bis 2010 an der Musikhochschule in Arnheim.
Weiterhin war Kaufmann an Produktionen der Köln Bigband, von Peter Herbolzheimer, Ron Williams, Sabine Sabine (Fritz Brause), Chaka Khan, Billy Cobham, Dieter Reith, Mathias Rüegg, Paul Kuhn, Bill Ramsey, Django Bates, Annie Whitehead, Hiram Bullock und John Scofield beteiligt. Er arbeitete auch mit Klangkörpern wie der WDR Big Band Köln, NDR-Bigband, dem Stuttgarter Kammerorchester, dem SWR Sinfonieorchester und dem WDR Rundfunkorchester Köln. Er trat auf dem North Sea Jazz Festival, den Leverkusener Jazztagem, Jazz Baltica, dem Jazz Festival Willisau, dem Rheingau Festival und dem Theaterhaus-Festival Stuttgart auf.
Die beiden letzten CD-Veröffentlichungen unter eigenem Namen sind die 2008 eingespielte Produktion Personal Heroes (Joerg Kaufmann Quartett) und die 2016 produzierte CD Now and Zen zusammen mit dem deutsch-kanadischen Perkussionisten Johannes Welsch. Auf dieser Produktion gibt es keine Kompositionen im klassischen Sinne, vielmehr ist die gesamte CD frei improvisiert.
Nach zwanzigjähriger Lehrtätigkeit an der Musikhochschule in Arnheim absolvierte Kaufmann 2012 sein zweites Staatsexamen für das Lehramt. Von 2010 bis 2023 war er als Lehrer für Musik und „Darstellen und Gestalten“ an der Bettine-von-Arnim-Gesamtschule in Langenfeld tätig.
Seit 2023 ist er wieder als Freelance-Musiker mit verschiedenen Band- und Konzertprojekten unterwegs.

## Diskografie (Auszüge)
- Jörg Kaufmann Trio: Sketches (1995)
- SWR-Big Band & Bob Florence: Goldener Meilenstein (Grammy-Nominierung) (2001)
- Jörg Kaufmann & Bobby Shew: Cool – Music from West Side Story (2003)
- Joo Kraus: Public Jazz Lounge (2003)
- Toshiko Akiyoshi & the SWR Big Band: Let Freedom Swing (2008)
- Jörg Kaufmann Quartett: Personal Heroes (2009)
- Jörg Kaufmann & Johannes Welsch: Now & Zen (2017)